# Gabinete Presidencial de Asmara

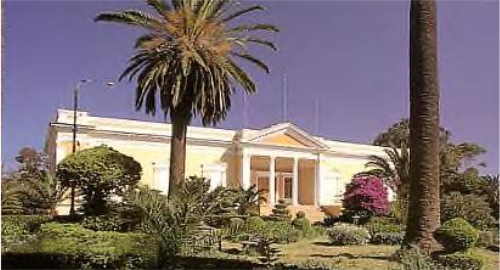
Gabinete Presidencial, em Asmara, construído em 1897

O Gabinete Presidencial de Asmara é o edifício, em estilo neoclássico italiano, onde o presidente da Eritreia vive e governa o país. Está localizado em um parque cercado pela Via del Forte, Via della Regina e Viale Mussolini. Foi construído em 1897, quando a capital da colônia foi movida pelo governador Ferdinando Martini em estilo neoclássico, inspirado na Casa Branca, cercada por um parque exuberante. O palácio deveria ser o maior e mais bonito de Asmara, que era a nova capital da colônia.

## História
O antigo palácio do governo italiano foi construído em 1897 por Ferdinando Martini, o primeiro governador italiano da Eritreia. O governo italiano queria criar em Asmara (que acabara de virar capital da Eritreia, substituindo Massaua)
um impressionante edifício, de onde os governadores italianos mostrariam a dedicação do Reino da Itália para a "colonia primogenita" como a Eritreia era chamada.
Durante o Império italiano, o edifício foi melhorado como o centro do "Governatorato dell'Eritrea" e foi usado como uma residência temporária pelo Rei da Itália e Imperador da Etiópia Victor Emmanuel III.
Foi fortemente danificado durante a Segunda Guerra Mundial e convertido em um Museu Nacional pelas autoridades etíopes na década de 1950.
Hoje, é o gabinete do Presidente da Eritreia, Isaias Afewerki.

## Estrutura
O governador Ferdinando Martini queria uma estrutura com colunatas na entrada em estilo neoclássico, cercada por um parque com vegetação exuberante. Em sua opinião, o edifício seria o maior e mais bonito de Asmara, a recém-declarada capital da colônia italiana em 1897.
O interior foi decorado com mármore italiano e móveis trazidos da Itália e da França. O salão principal é decorado com típicas escadas renascentistas. As principais portas do palácio foram especialmente criadas com madeira do Brasil.